# Proboscidea louisianica
 
Пробосцідея луїзіанська, рослина-капкан (Proboscidea louisianica) — вид рослин родини Мартинієві.

## Назва
В англійській мові рослину називають «слонячі бивні» (англ. elephant tusks), «чортів кіготь» (англ. devil's claw) через дивної форми плід з гачками. Таку ж назву («чортів кіготь») мають африканські рослини роду Harpagophytum.
Науковці не можуть дійти згоди чи є Proboscidea fragrans підвидом Пробосцідеї луїзіанської Proboscidea louisianica subsp. fragrans.

## Будова
Однорічна залозисто-опушена рослина з довгим розгалуженим лежачим стеблом. Має великі широкоовальні, при основі серцеподібні черешкові листки. З пазух листків ростуть китиці з кількох великих квіток на довгих квітконіжках. Дзвіночкоподібні віночки — білуваті або жовтуваті, всередині — пурпурові або жовті. Плоди стручки мають міцні, здерев'янілі гачкоподібно загнуті вирости. Стручок містить 40 чорних насінин.

## Життєвий цикл
Завдяки гачкоподібним виростам на плодах — зачіпляється за кінцівки та хутро великих тварин і переноситься на великі відстані. Створює проблеми для вівчарства, оскільки заплутується у хутрі тварин.

## Поширення та середовище існування
Походить з південного заходу США та Мексики.
Інвазійний вид, що поширився на Кавказі, Кубані по краях кукурудзяних полів та в заплавах. Зараз насіння розповсюджують коні і домашня худоба. В Україні був зафіксований у 1961 р. у Старобешівському районі Донецької області на полях радгоспу «Каракубський» агроном.

## Практичне використання
Молоді стручки їстівні після приготування.

## Галерея

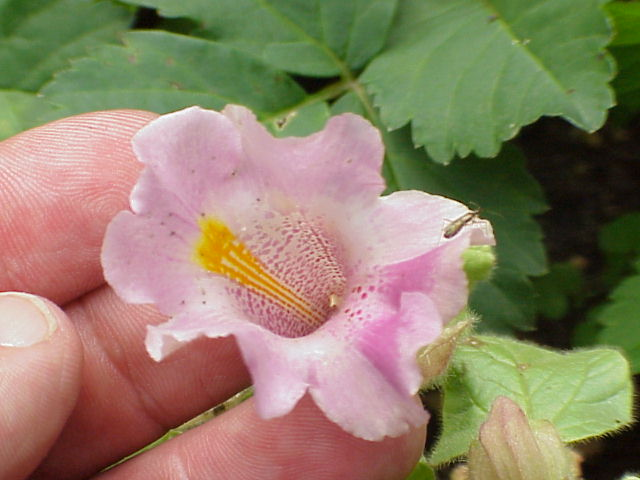
Квіти
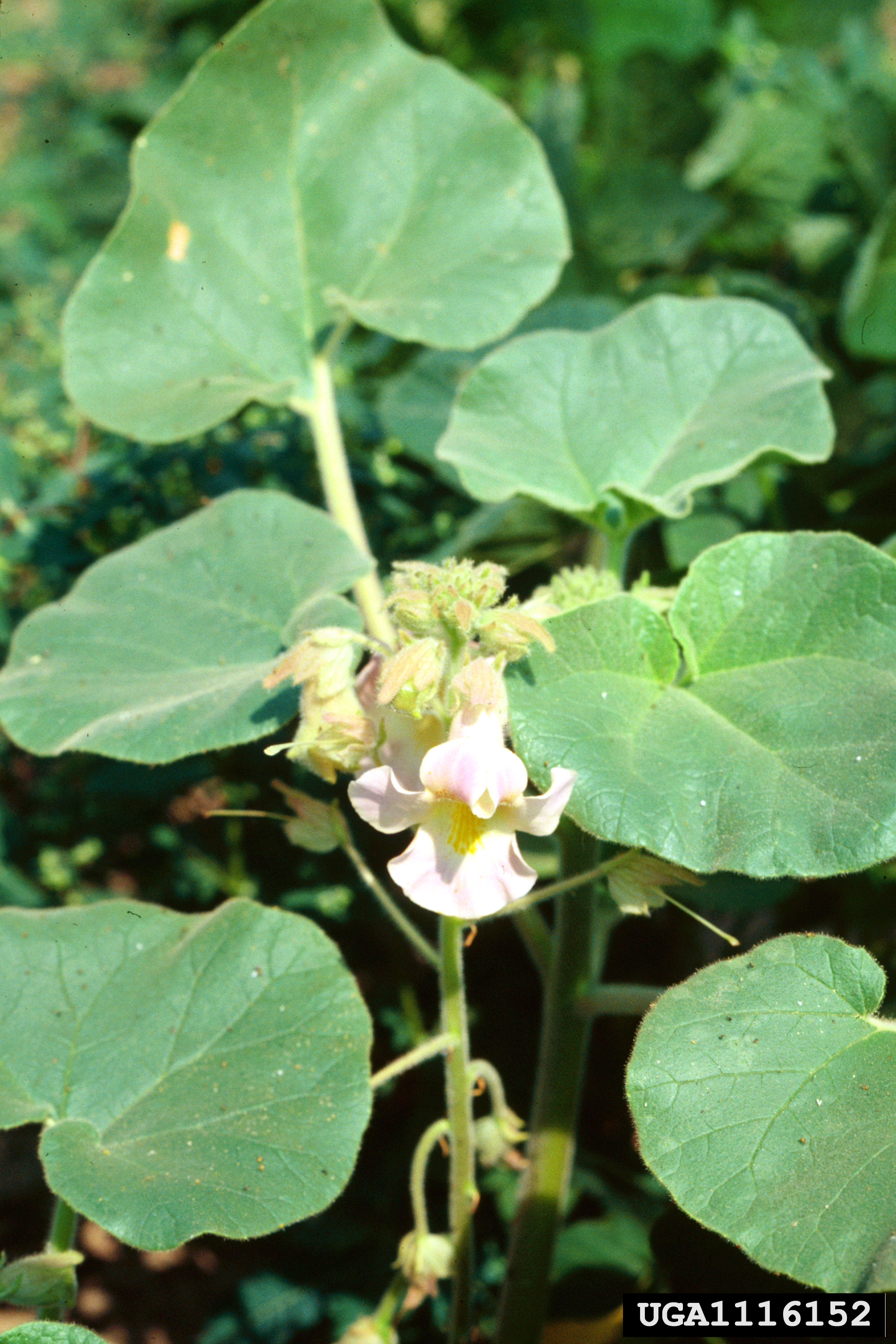
Листя
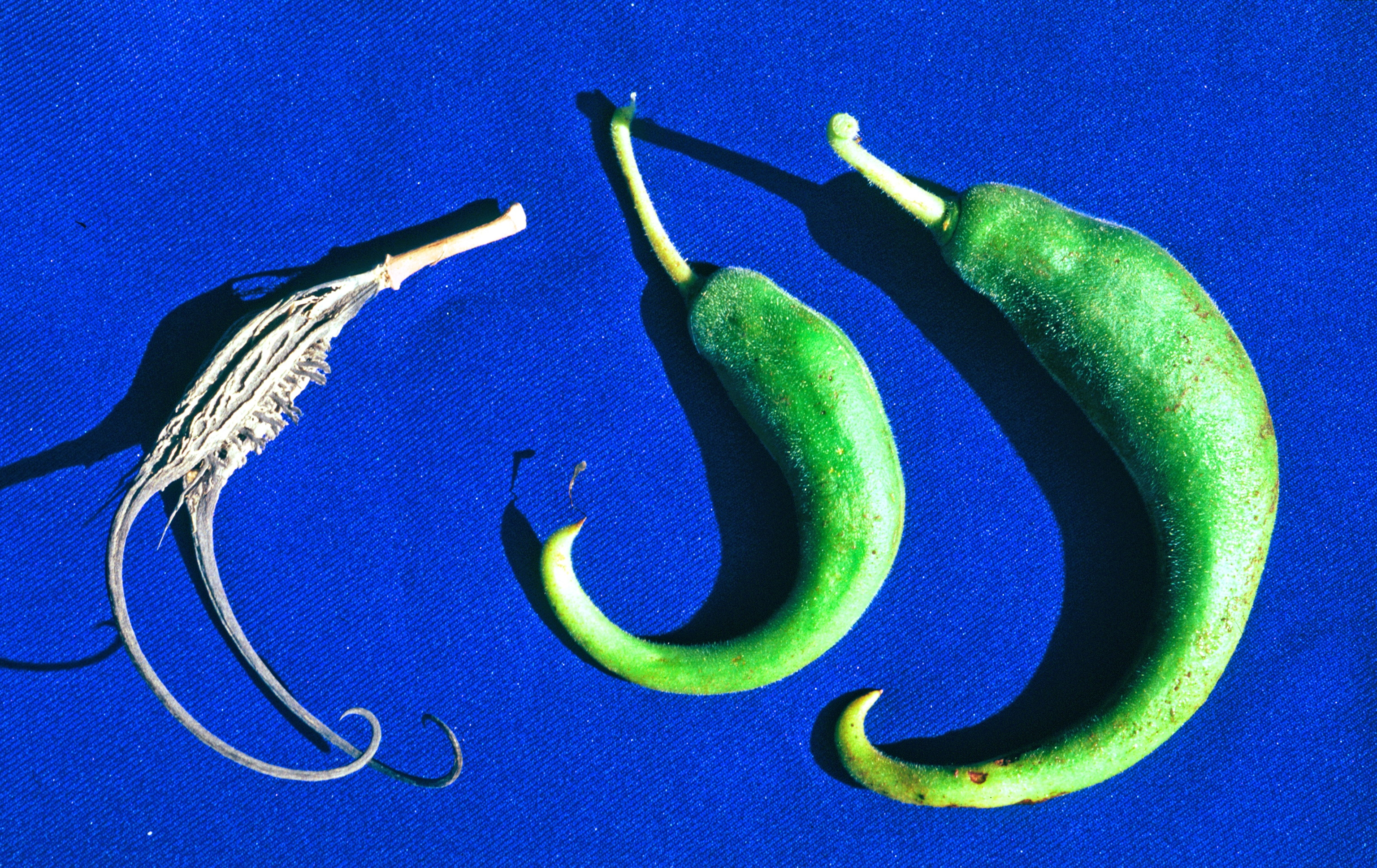
Плоди
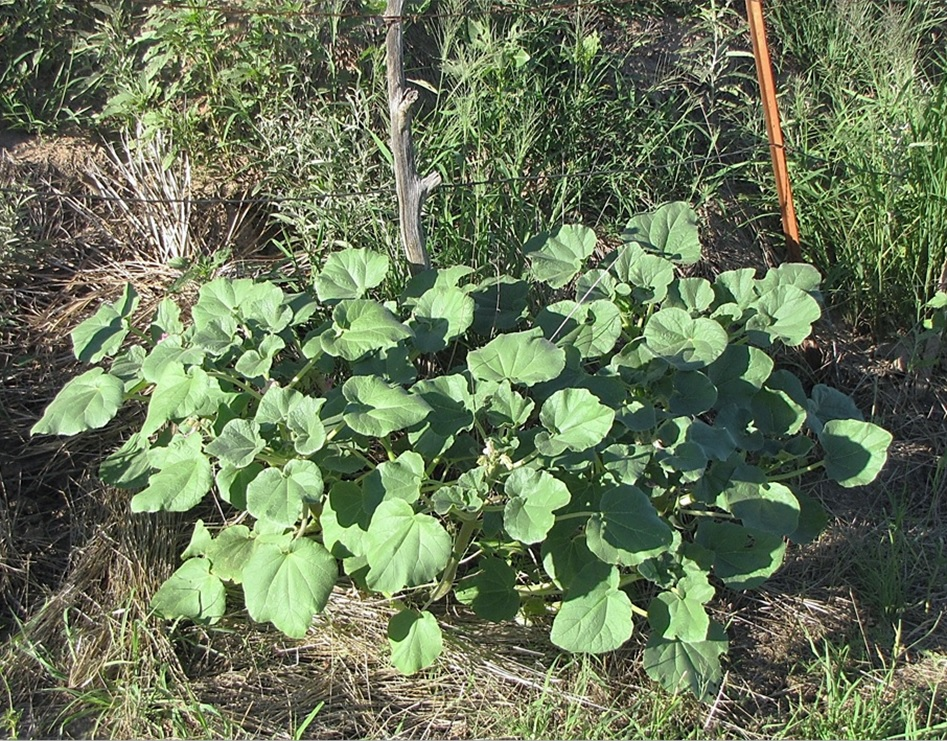
Загальний вид рослини
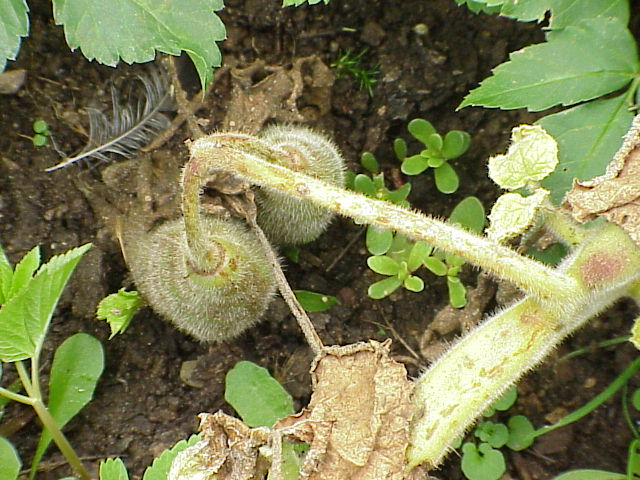
Стебло
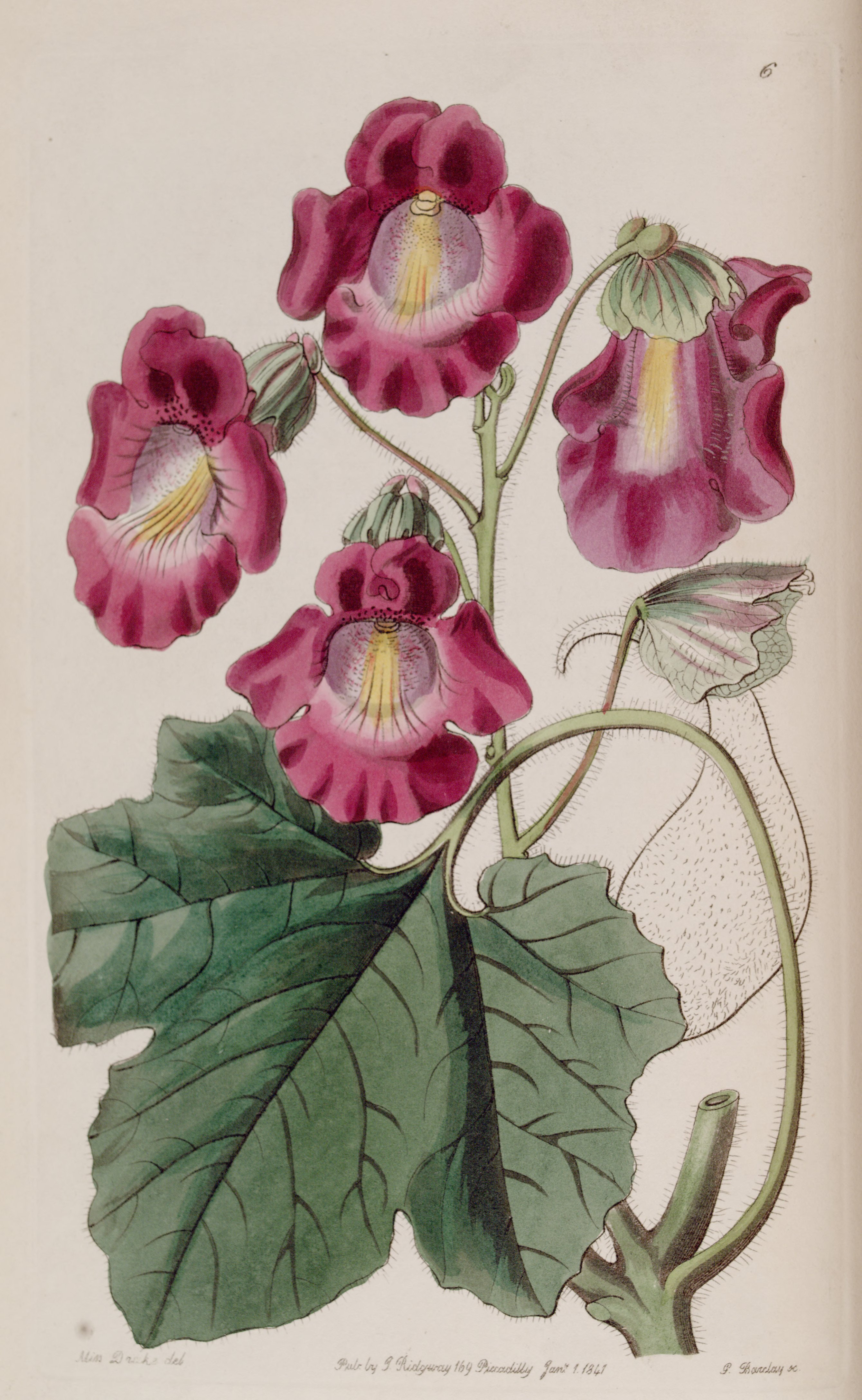
Схожий вид Proboscidea fragrans